# 오하이오주의 기

오하이오 주의 기

오하이오의 기는 오하이오주의 깃발이다. 미국의 주기 중에 유일하게 사각형이 아닌 기이다.
미국의 국기와 오하이오 주(Ohio)의 첫 글자인 'O'를 바탕으로 제작되었으며, 17개의 별은 오하이오 주가 17번째로 가입했음을 뜻한다.

## 같이 보기
- 네팔의 국기